# Girls on Probation
Girls on Probation é um filme policial estadunidense dirigido por William C. McGann e escrito por Crane Wilbur. O filme é estrelado por Jane Bryan, Ronald Reagan, Anthony Averill, Sheila Bromley, Henry O'Neill e Elisabeth Risdon. Foi lançado pela Warner Bros. em 22 de agosto de 1938.

## Elenco
- Jane Bryan ...Connie Heath
- Ronald Reagan ...Neil Dillon
- Anthony Averill ...Tony Rand
- Sheila Bromley ...Hilda Engstrom
- Henry O'Neill ...Juiz
- Elisabeth Risdon ...Kate Heath
- Sig Ruman ...Roger Heath
- Dorothy Peterson ...Jane Lennox
- Susan Hayward ...Gloria Adams
- Larry Williams ...Terry Mason, Hilda's Date
- Arthur Hoyt ...Sr. Engstrom
- Emory Parnell ...Oficial Craig
- Peggy Shannon ... presidiária (sem créditos)